# Edikt von Fontainebleau

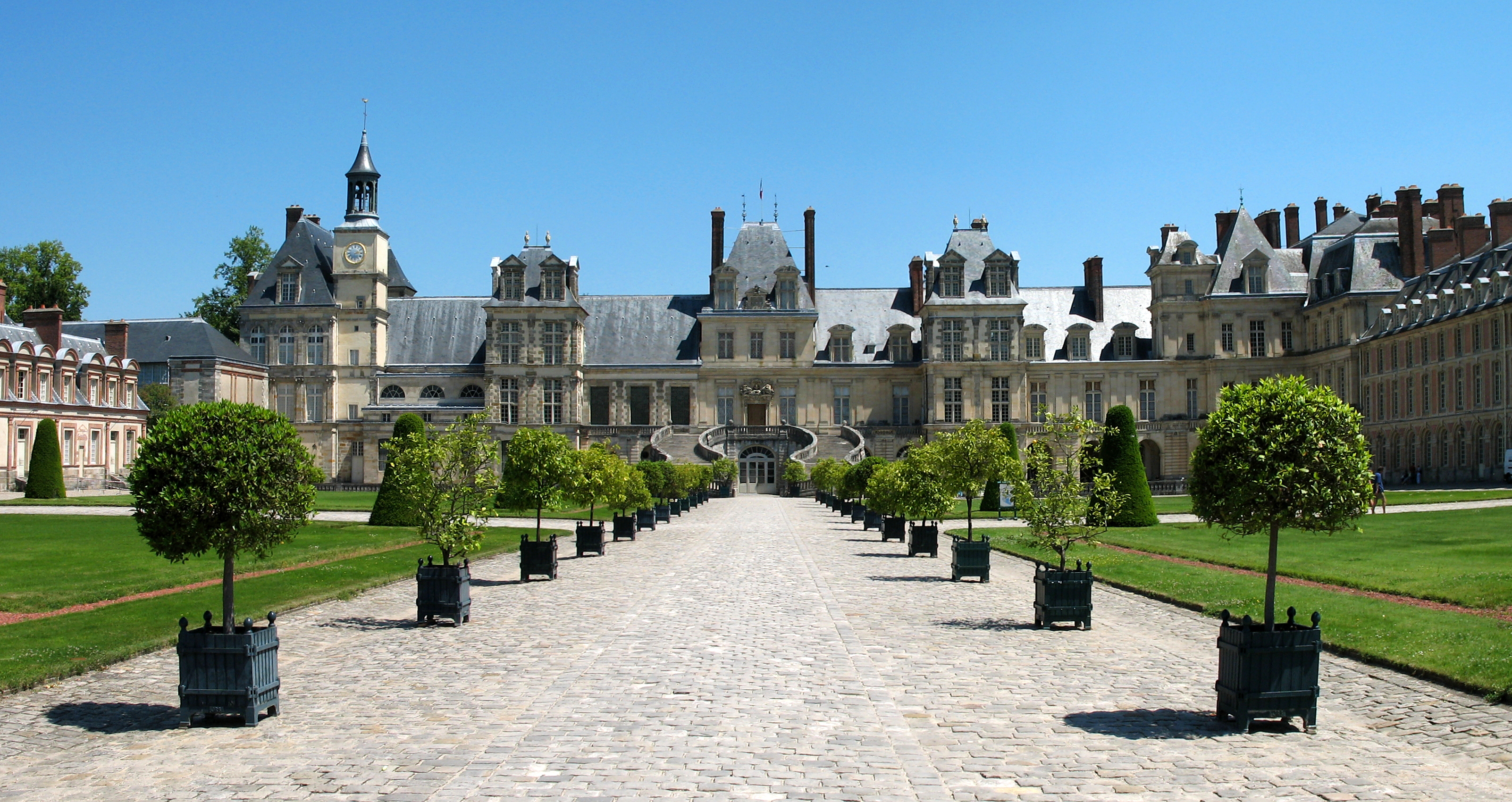
Schloss Fontainebleau

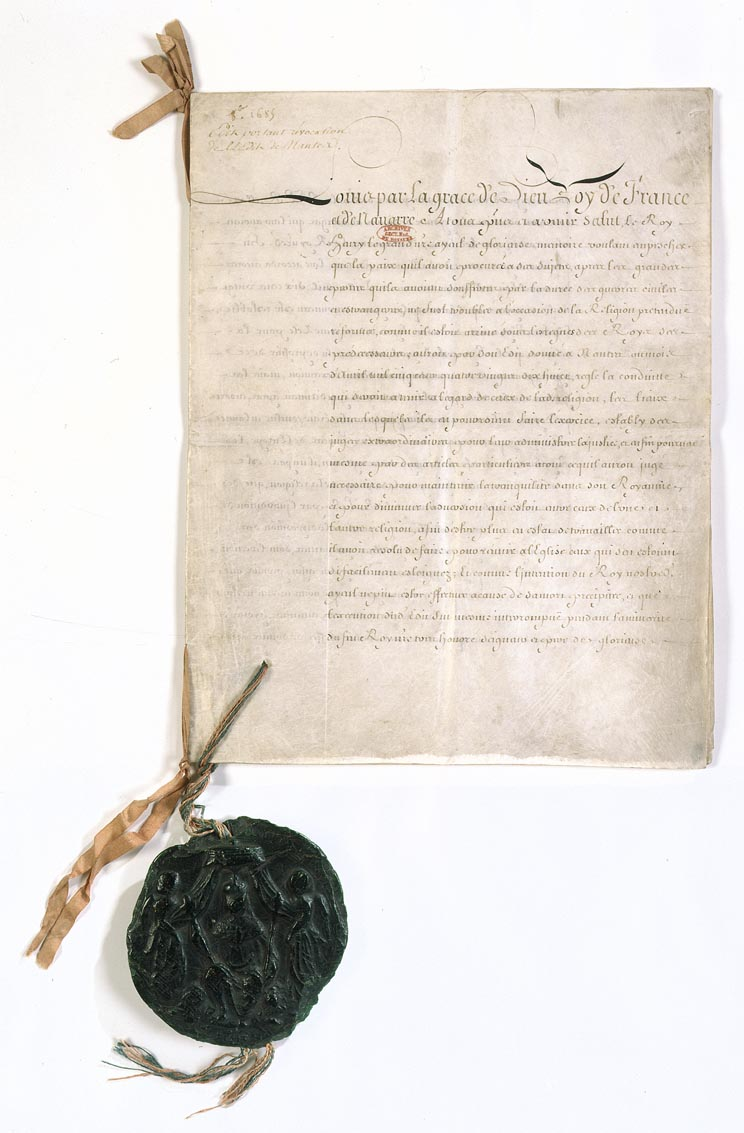
Edikt von Fontainebleau

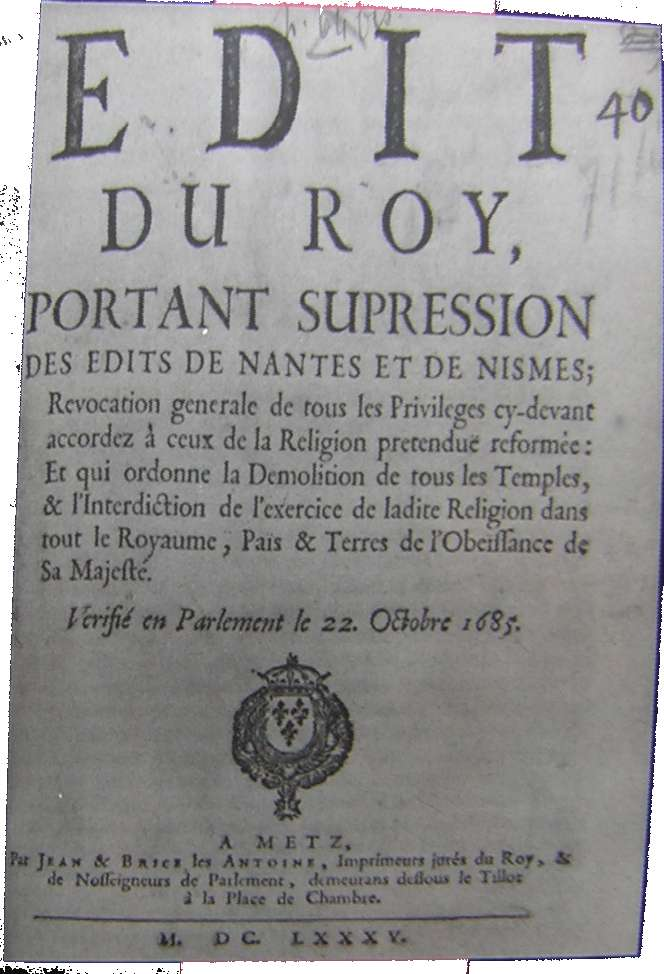
Bekanntmachung des Ediktes von Fontainebleau

Im Edikt von Fontainebleau (französisch Édit de Fontainebleau), in Frankreich besser unter dem Namen «révocation de l'édit de Nantes» („Widerrufung des Edikts von Nantes“) bekannt, widerrief König Ludwig XIV. am 18. Oktober 1685 auf Schloss Fontainebleau Edikte seiner Vorgänger, das Edikt von Nantes und das Gnadenedikt von Alès. Mit dem Edikt von Nantes hatte 1598 sein Großvater, König Heinrich IV., den französischen Protestanten Religionsfreiheit zugesichert und die mehr als dreißigjährigen Hugenottenkriege nach der Bartholomäusnacht beendet. 1629 hatte Ludwig XIII. im Gnadenedikt von Alès die Freiheit zur Durchführung von Synoden eingeschränkt und die befestigten (Zufluchts-)Orte für Protestanten aufgehoben (französisch places de sûreté protestantes).

## Das Edikt und seine Folgen
In dem neuen Edikt bekräftigte Ludwig den Katholizismus als Staatsreligion und erließ damit nicht nur ein Verbot der Gottesdienste des Protestantismus, der in Frankreich vor allem an den Lehren Calvins ausgerichtet war. Es kündigte die Zerstörung der noch bestehenden reformierten Kultstätten an (französisch les temples). Alle Pastoren, die nicht bereit waren sofort zu konvertieren, wurden innerhalb von zwei Wochen des Landes verwiesen. Den Protestanten wurde jedoch zugestanden, in Frankreich zu bleiben, wenn sie darauf verzichteten, sich zu versammeln, um ihre Religion auszuüben. Allerdings verloren Protestanten ihre bürgerlichen Rechte, konnten etwa keine Ehen mehr eingehen und kein Eigentum erwerben. Von dieser Möglichkeit machten daher nur wenige Gebrauch.
Das Verbot traf die Reformierte Kirche von Frankreich schwer, da es konsequent durchgesetzt wurde. Vor allem aus den südfranzösischen Provinzen Languedoc, Roussillon und Dauphiné, wo zahlreiche Hugenotten lebten, wie die Protestanten in Frankreich genannt wurden, flohen viele von ihnen in andere protestantische Länder, insbesondere in die Niederlande, die Pfalz, die Schweiz und nach Brandenburg-Preußen. Insgesamt verließen von 1685 bis 1730 etwa 150.000 bis 200.000 der ca. 730.000 Hugenotten das Land. Darunter waren überproportional viele Angehörige des Adels und des gewerblich aktiven Bürgertums, was einen erheblichen Aderlass für die französische Wirtschaft bedeutete und letztlich einen Gewinn für die Fluchtziele wie die Schweiz und Brandenburg-Preußen. Der brandenburgische Gesandte Ezechiel Spanheim half vielen Emigranten bei der Ausreise.
Ausgenommen von den Bestimmungen des Edikts von Fontainebleau waren die französischen Besitzungen im Elsass (u. a. die Stadt Straßburg), da diese quasi als ausländische Besitzung der Krone galten. Hier durfte die protestantische Konfession weiter praktiziert werden, wenn auch die französische Obrigkeit bemüht war, die katholische Kirche zu begünstigen.
Das Edikt von Fontainebleau hatte auch gravierende außenpolitische Folgen. Die Gegnerschaft zu England und den Niederlanden verschärfte sich. Protestantische Staaten wie Brandenburg-Preußen unter dem Großen Kurfürsten wandten sich von Frankreich ab.
Da der Protestantismus sichtlich nicht per Federstrich zu beseitigen war, versuchte Ludwig in den Jahren nach 1700 eine militärische Lösung. Er schickte Truppen in die Kerngebiete der Protestanten, wo es in den Cevennen zu schweren Kriegshandlungen kam. Hier gelang es zwar den aufständischen Kamisarden, in der gebirgigen Region einige Jahre lang Widerstand zu leisten, aber es wurden Hunderte von Dörfern zerstört und entvölkert.
Da auch die meisten protestantischen Pfarrer Frankreich verlassen hatten, übernahmen häufig Laien ihre Funktion. Sie predigten heimlich an abgelegenen Örtlichkeiten, le désert („Einöde/Wüste“) genannt. Wenn sie gefasst wurden, drohte ihnen als Strafe die Galeerenstrafe oder die Hinrichtung. Diese Laienprediger waren in der Regel Menschen, die durch ihre ekstatischen Zustände und prophetische Reden von Gott zu ihrer Rolle berufen schienen. Sie kreierten die Bewegung der Inspirierten, die über England, wo man sie French prophets nannte, auch den übrigen Kontinent erreichte und in den protestantischen Ländern maßgeblich den kirchenkritischen Flügel des Pietismus beeinflusste.
Über die Motivation Ludwigs XIV., der in den ersten Jahrzehnten seiner Herrschaft religiösen Belangen wenig Bedeutung beigemessen hatte, schrieb seine Schwägerin, Liselotte von der Pfalz, einige Jahre nach seinem Tode folgendes:

„Unser s(eliger) König... wußte kein wort von der h. schrift; man hatte es ihm nie lesen lassen; meinte, daß, wenn er nur seinen beichtsvater anhörte und sein pater noster plabelte, were schon alles gut und er were ganz gottsförchtig; hat mich oft recht deswegen gejammert, denn sein intention ist allezeit aufrichtig und gut gewesen. Allein man hat ihm weis gemacht, die alte zott und die Jesuwitter, daß, wenn er die Reformierten plagen würde, das würde bey gott und menschen den scandal ersetzen, so er mit dem doppelten ehebruch mit der Montespan begangen. So haben sie den armen herrn betrogen. Ich habe diesen pfaffen meine meinung oft drüber gesagt. Zwey von meinen beichtsvätern, als pere Jourdan und pere de St. Pierre, gaben mir recht; also gab es keine dispute.“

Ungeklärt ist, welche Rollen der Erzbischof von Paris, Hardouin de Péréfixe de Beaumont, und der Beichtvater des Königs, der Jesuit Père de Lachaise, sowie die heimliche Ehefrau des Königs, Madame de Maintenon, bei der Entstehung des Edikts im Einzelnen gespielt haben, doch dürften sie nicht unbeträchtlich gewesen sein.
Liselotte, die selbst ursprünglich Calvinistin gewesen und nur wegen ihrer Ehe zum Katholizismus konvertiert war, erreichte nur einen Monat nach dem Tode des Königs 1715 bei ihrem Sohn, dem nunmehrigen Regenten von Frankreich, Philippe II. d’Orléans, die Freilassung von 184 Hugenotten, darunter vielen Predigern, die viele Jahre lang auf französischen Galeeren festgehalten worden waren. Sie sah allerdings auch die Chancen, die sich durch die Emigration der Hugenotten in die protestantischen Länder ergaben:

„Die armen reformierten... die sich in Teutschland gesetzt, werden das französische gemein machen. Mons. Colbert soll gesagt haben, daß viele untertanen der Könige und fürsten reichtum seye, wollte deswegen, daß alles sich heuraten sollte und kinder kriegen: also werden diese neue untertanen der teutschen Kurfürsten und fürsten reichtum werden.“

Erst das Toleranzedikt von Versailles 1787 und die Erklärung der Menschen- und Bürgerrechte von 1789 und die Verfassung von 1791 während der Französischen Revolution beendeten die religiöse Verfolgung und stellten die volle Religionsfreiheit für Protestanten und andere religiöse Minderheiten in Frankreich her.